# Faustyn Grzybowski
Faustyn Grzybowski (ur. 3 sierpnia?/16 sierpnia 1913 w Mikołajewie k. Jekaterynosławia, zm. 9 kwietnia 1999 w Białymstoku) – żołnierz Armii Czerwonej, oficer ludowego Wojska Polskiego funkcjonariusz Ministerstwa Bezpieczeństwa Publicznego.

## Życiorys
Syn Filipa i Wincentyny. Szkołę podstawową ukończył w 1929. Od 1933 członek i aktywista w Komsomole i Wszechzwiązkowej Komunistycznej Partii (bolszewików). Pracował na stanowiskach rachmistrza w kołchozie i sekretarza gminnego we wsi Cariwodar koło Chersonia.

### Służba w Armii Czerwonej i ludowym Wojsku Polskim
Do służby w Armii Czerwonej powołany 30 października 1935. Do 1938 służył kolejno jako elew szkoły podoficerskiej 64 kolejowego pułku NKWD, a następnie podoficer tej szkoły i podoficer w mieście Czudzuj w Republice Turkmeńskiej. Zdemobilizowany 13 lutego 1938 w stopniu podporucznika. W okresie 1938–1941 przewodniczący kołchozu im. Stalina w powiecie chersońskim. Ponownie powołany do Armii Czerwonej 13 sierpnia 1941, w której służył do 1943. Dowódca kompanii w 9, a następnie w 51 Armii oraz dowódca kompanii w Przymorskiej Armii m. Sewastopola i kompanii niszczycieli czołgów Południowoukraińskiego Okręgu Wojskowego. 
Od 7 czerwca 1943 służył w ludowym Wojsku Polskim, początkowo dowódca kompanii rusznic przeciwpancernych w stopniu porucznika. Uczestnik bitwy pod Lenino.

### Służba w MBP
W kwietniu 1944 skierowany na kurs specjalny do szkoły NKWD w Kujbyszewie i po jego ukończeniu rozpoczął służbę w Resorcie/Ministerstwie Bezpieczeństwa Publicznego. 13 sierpnia 1944–16 stycznia 1945 kierownik Wojewódzkiego Urzędu Bezpieczeństwa Publicznego w Białymstoku, 16 stycznia–30 listopada 1945 kierownik Wojewódzkiego Urzędu Bezpieczeństwa Publicznego w Lublinie, a 6 grudnia 1945–15 kwietnia 1948 kierownik WUBP we Wrocławiu. 21 stycznia–9 grudnia 1949 zastępca dyrektora, a 10 grudnia 1949–1 stycznia 1955 dyrektor Departamentu Ochrony Rządu MBP. 1 stycznia 1955–7 września 1956 dyrektor Departamentu VIII Komitetu do spraw Bezpieczeństwa Publicznego.
Pochowany na cmentarzu miejskim w Białymstoku (sektor 133-P-1).

## Ordery i odznaczenia
- Order Sztandaru Pracy II klasy
- Order Krzyża Grunwaldu III klasy (10 października 1945)[3]
- Krzyż Kawalerski Orderu Odrodzenia Polski
- Krzyż Walecznych
- Srebrny Medal „Zasłużonym na Polu Chwały”[4]
- Brązowy Krzyż Zasługi (dwukrotnie)
- Medal Zwycięstwa i Wolności 1945
- Krzyż Wojenny Czechosłowacki 1939 (Czechosłowacja)